# Lista conducătorilor polonezi

## Monarhi ai Poloniei
| Conducător                                        | Conducător | Dinastie  | Domnie                                                     | Note |
| Piast Caretașul                                   |            | -         | circa sec. al IX-lea d.C.                                  | Fiul legendarului Chościsko. Întemeietorul dinastiei. E menționat pentru prima dată în cel mai vechi hrisov leșesc, Gesta principum Polonorum (începutul sec. al XII-lea) |
| ------------------------------------------------- | ---------- | --------- | ---------------------------------------------------------- | --- |
| Siemowit                                          |            | Piast     | Duce, secolul IX                                           | legendă; fiu al lui Piast |
| Lestko                                            |            | Piast     | Duce, secolele IX-X                                        | legendă; fiu al lui Siemowit |
| Siemomysł                                         |            | Piast     | Duce, secolul X                                            | legendă |
| Mieszko I al Poloniei                             |            | Piast     | Duce, 960? - 992                                           | - fiu al lui Siemomysł - primul monarh creștin |
| Boleslau I al Poloniei                            |            | Piast     | Duce, 992-1025. Rege, 1025                                 | - fiu al lui Mieszko - primul rege încoronat |
| Mieszko al II-lea Lambert                         |            | Piast     | Rege, 1025-1031. Duce în 1032-1034                         | fiu al lui Boleslau I |
| Bezprym                                           |            | Piast     | Duce, 1031-1032                                            | fiu al lui Boleslau I |
| Otto Bolesławowic                                 |            | Piast     | Duce, 1032                                                 | fiu al lui Boleslau I |
| Thiedric                                          |            | Piast     | Duce, 1032                                                 | nepot al lui Mieszko I |
| Cazimir Restauratorul (Cazimir I)                 |            | Piast     | Duce, 1039-1058                                            | fiul a lui Mieszko al II-lea |
| Boleslau al II-lea (cel Crud)                     |            | Piast     | Duce în 1058-1076. Rege, 1076-1079                         | fiu al lui Cazimir I |
| Vladislav I Herman (Ladislau I)                   |            | Piast     | Duce, 1079-1102                                            | fiu al lui Cazimir I |
| Zbigniew                                          |            | Piast     | Duce, 1102-1107                                            | fiu al lui Ladislau I |
| Boleslau al III-lea (Gură-Strâmbă)                |            | Piast     | Duce, 1102-1138                                            | fiu al lui Ladislau I |
| Vladislav al II-lea Exilatul (Ladislau al II-lea) |            | Piast     | Mare duce, 1138-1146                                       | - fiu al lui Boleslau al III-lea - duce al Sileziei - exilat de fratele său                                                                                               |
| Boleslau cel Creț (Boleslau al IV-lea)            |            | Piast     | Mare duce, 1146-1173                                       | - fiu al lui Boleslau al III-lea - Duce al Masoviei |
| Mieszko cel Bătrân (Mieszko al III-lea)           |            | Piast     | Mare duce: 1173-1177, 1190, 1198-1199, apoi 1202           | - fiu al lui Boleslau al III-lea - Duce al Poloniei Mari |
| Cazimir cel Drept (Cazimir al II-lea)             |            | Piast     | Mare duce, 1177-1190, apoi 1190-1194                       | fiu al lui Boleslau al III-lea; duce de Wiślica și Sandomierz |
| Leszek cel Alb (Leszek I)                         |            | Piast     | Mare duce: 1194-1198, 1199-1202, 1206-1210, apoi 1211-1227 | Duce de Sandomierz. A fost asasinat |
| Vladislav Picioare-Groase (Vladislav al III-lea)  |            | Piast     | Mare duce, 1202-1206, apoi 1227-1229                       | - fiu al lui Mieszko al III-lea - duce al Poloniei Mari |
| Miesko Picioare-Zgomotoase (Mieszko al IV-lea)    |            | Piast     | Mare duce, 1210-1211                                       | - fiu al lui Vladislav al II-lea - Duce de Wrocław |
| Conrad I                                          |            | Piast     | Mare duce: 1229-1232, apoi 1241-1243                       | - Nepot a lui Cazimir al II-lea - duce al Masoviei |
| Henric cel Bărbos (Henric I)                      |            | Piast     | Mare duce, 1232-1238                                       | Duce al Sileziei |
| Henric cel Pios (Henric al II-lea)                |            | Piast     | Mare duce, 1238-1241                                       | fiu al lui Henric I; duce al Wroclaw-ului și al Poloniei Mari |
| Boleslau cel Cast (Boleslau al V-lea)             |            | Piast     | Mare duce, 1243-1279                                       | fiu al lui Leszek cel Alb |
| Leszek cel Negru                                  |            | Piast     | Mare duce, 1279-1288                                       | |
| Henric cel Drept (Henric al IV-lea)               |            | Piast     | Mare duce, 1288-1290                                       | Duce al Sileziei de Jos |
| Premislaus al II-lea                              |            | Piast     | Mare duce, 1290-1295. Rege, 1295-1296                      | Duce al: Poznań-ului, Poloniei Mari și Pomeraniei |
| Venceslau al II-lea (Cehul)                       |            | Přemyslid | Mare duce, 1296-1300. Rege, 1300-1305                      | Duce al Poloniei Mici de la 1291 |
| Venceslau al III-lea (Cehul)                      |            | Přemyslid | Rege, 1305-1306                                            | - fiu al lui Venceslau al III-lea - neîncoronat; asasinat |
| Vladislav I (cel Scurt)                           |            | Piast     | Mare duce, 1306-1320. Rege, 1320-1333                      | Fratele lui Leszek cel Negru |
| Cazimir cel Mare (Cazimir al III-lea)             |            | Piast     | Rege, 1333-1370                                            | fiu al lui Vladislav I |
| Ludovic I de Anjou                                |            | Anjou     | Rege, 1370-1382                                            | nepot a lui Cazimir al III-lea |
| Hedviga de Anjou                                  |            | Anjou     | Regină, 1382-1399                                          | - fiica lui Ludovic I - domnie împreună cu soțul ei, Ladislau II-lea, mare duce al Lituaniei, din 1386                                                                    |

## Regi ai Poloniei și Mari Duci ai Lituaniei

### Dinastia Iagello
| Conducător                              | Conducător | Dinastie | Domnie    | Note |
| --------------------------------------- | ---------- | -------- | --------- | --- |
| Vladislav al II-lea Iagello             |            | Iagello  | 1386-1434 | a domnit împreună cu soția lui, Hedviga, până în 1399                                                                                             |
| Vladislav al III-lea Iagello            |            | Iagello  | 1434-1444 | De asemenea, rege al Ungariei (1440-1444), sub numele Vladislav I Iagello. Căzut în bătălia de la Varna; de aceea poartă titulatura de „de Varna” |
| Cazimir al IV-lea Iagello               |            | Iagello  | 1447-1492 | |
| Ioan I Albert                           |            | Iagello  | 1492-1501 | |
| Alexandru                               |            | Iagello  | 1501-1506 | |
| Sigismund I cel Bătrân (Zygmunt I)      |            | Iagello  | 1506-1548 | |
| Sigismund al II-lea August (Zygmunt II) |            | Iagello  | 1548-1572 | În 1569 apare Uniunea statală Polono-Lituaniană                                                                                                   |

## Regi polono-lituanieni
| Conducător                                                      | Conducător         | Dinastie     | Început domnie                                          | Sfârșit domnie                                             | Note |
| --------------------------------------------------------------- | ------------------ | ------------ | ------------------------------------------------------- | ---------------------------------------------------------- | --- |
| Henryk Walezy (Henric al III-lea)                               |                    | Valois       | 16 mai 1573                                             | 12 mai 1575                                                | - fiu al lui Henric al II-lea al Franței și al Caterinei de Medici - A abandonat tronul polono-lituanian la trei luni după încoronare, pentru a deveni rege al Franței.        |
| Maksymilian II (Maximilian al II-lea)                           |                    | Habsburg     | 1575                                                    | 1575                                                       | - Rege al Boemiei, Germaniei, Ungariei și Croației, arhiduce al Austriei, împărat romano-german - alegere contestată după patru zile                                           |
| Anna                                                            |                    | Iagiello     | Regină, din 15 decembrie 1575                           | 12 decembrie 1586                                          | - fiica lui Sigismund I și Bona Sforza - a domnit împreună cu soțul ei, Ștefan Báthory                                                                                         |
| Stefan Batory (Ștefan I Báthory)                                |                    | Báthory      | 15 decembrie 1575                                       | 12 decembrie 1586                                          | - fiu al lui Ștefan al VIII-lea Báthory și Catherine Telegdi - Prinț al Transilvaniei - a domnit împreună cu soția sa, Anna - privit ca unul din cei mai mari regi ai Poloniei |
| Maksymilian III Habsburg (Maximilian al III-lea)                |                    | Habsburg     | 1587                                                    | 1587                                                       | - fiu al lui Maximilian al II-lea și al Mariei a Spaniei - Arhiduce de Austria - învins de Zygmunt Vasa                                                                        |
| Zygmunt III (Sigismund al III-lea)                              |                    | Vasa         | 18 septembrie 1587                                      | 19 aprilie 1632                                            | - nepot al lui Sigismund I - fiu al lui Ioan al III-lea al Suediei și Catherine Iagello - de asemenea, Rege al Suediei (1592-1599), rege titular polonez (1599-1632)           |
| Władysław al IV-lea                                             |                    | Vasa         | 8 noiembrie 1632                                        | 20 mai 1648                                                | - fiu al lui Sigismund al III-lea și al Anei de Austria - țar titular al Rusiei (1610-1634), rege titular al Suediei (1632-1648)                                               |
| Jan II Kazimierz (Ioan al II-lea Cazimir)                       |                    | Vasa         | 20 noiembrie 1648                                       | 16 septembrie 1668                                         | - fiu al lui Sigismund al III-lea și Constanța a Austriei - Rege titular al Suediei (1648-1660) - a abdicat                                                                    |
| Michał Korybut (Mihail I)                                       |                    | Wiśniowiecki | 19 iunie 1669                                           | 10 noiembrie 1673                                          | fiu al comandantului militar de succes, dar și controversat, Jeremi Wiśniowiecki și al doamnei lui, Gryzelda Konstancja Zamoyska                                               |
| Jan III (Ioan al III-lea)                                       |                    | Sobieski     | 21 mai 1674                                             | 17 iunie 1696                                              | - fiu al lui Jakub Sobieski și Zofia Teofilliei Daniłowicz - faimos pentru victoria sa asupra turcilor în Asediul de la Viena (1683)                                           |
| Franciszek Ludwik Burbon-Conti (François Louis, prinț de Conti) |                    | Bourbon      | 27 iunie 1697                                           | ca. 20 iulie 1697                                          | - fiu al lui Armand de Bourbon-Conti și Anne Marie Martinozzi - Ales rege, obligat să se întoarcă în Franța de la Gdansk, fără să fie încoronat.                               |
| August II Mocny (Augustus al II-lea, cel Puternic)              |                    | Wettin       | 15 septembrie 1697                                      | 16 februarie 1704 (detronat), 24 septembrie 1706 (abdicat) | - fiu al lui Ioan George al III-lea și Ana Sofia a Danemarcei - elector al Saxoniei, sub numele de Frederic Augustus I (1694–1733) - restaurat                                 |
| August II Mocny (Augustus al II-lea, cel Puternic)              | 8 august 1709      | Wettin       | 1 februarie 1733                                        |                                                            | - fiu al lui Ioan George al III-lea și Ana Sofia a Danemarcei - elector al Saxoniei, sub numele de Frederic Augustus I (1694–1733) - restaurat                                 |
| Stanisław I                                                     |                    | Leszczyński  | 4 octombrie 1705                                        | 8 august 1709                                              | - fiu al lui Rafał Leszczyński și Annei Jabłonowska - restaurat - Învins în Războiul pentru succesiunea poloneză, a devenit duce al Lorenei, până la moartea sa.               |
| Stanisław I                                                     | 12 septembrie 1733 | Leszczyński  | 30 iunie 1734 (detronat) 27 ianuarie 1736 (abdicat)     |                                                            | - fiu al lui Rafał Leszczyński și Annei Jabłonowska - restaurat - Învins în Războiul pentru succesiunea poloneză, a devenit duce al Lorenei, până la moartea sa.               |
| August III Sas (Augustus al III-lea)                            |                    | Wettin       | 17 ianuarie 1734 (în opoziție), 30 iunie 1734 (efectiv) | 5 octombrie 1763                                           | fiu al lui Augustus al II-lea și Christiane Eberhardine de Brandenburg-Bayreuth                                                                                                |
| Stanisław al II-lea August                                      |                    | Poniatowski  | 25 noiembrie 1764                                       | 7 ianuarie 1795                                            | - fiu al lui Stanisław Poniatowski și Konstancja Czartoryska - forțat să abdice când Uniunea statală polono-lituaniană s-a prăbușit                                            |

## Pretenții ale statelor străine după Împărțirile Polonia-Lituaniei

### Regi și țari ai Regatului Poloniei
| Conducător                            | Conducător | Dinastie                 | Început domnie   | Sfârșit domnie   | Note |
| ------------------------------------- | ---------- | ------------------------ | ---------------- | ---------------- | --- |
| Alexandru I (Aleksander I)            |            | Holstein-Gottorp-Romanov | 9 iunie 1815     | 1 decembrie 1825 | noul regat al Poloniei a fost creat la Congresul de la Viena.                                                                         |
| Nicolae I (Mikołaj I)                 |            | Holstein-Gottorp-Romanov | 1 decembrie 1825 | 2 martie 1855    | detronat de parlamentul polonez (Sejm) la 25 ianuarie 1831; autonomie abolită la 1832.                                                |
| Alexandru al II-lea (Aleksander II)   |            | Holstein-Gottorp-Romanov | 2 martie 1855    | 13 martie 1881   | Regatul Poloniei a fost anexat Imperiului rus (1863–1864) și numele regatului a fost schimbat în "Vistula" (1867–1915).               |
| Alexandru al III-lea (Aleksander III) |            | Holstein-Gottorp-Romanov | 13 martie 1881   | 1 noiembrie 1894 | |
| Nicolae al II-lea (Mikołaj II)        |            | Holstein-Gottorp-Romanov | 1 noiembrie 1894 | 15 martie 1917   | în timpul Primului Război Mondial, Vistula a fost jefuită și abandonată de armata țaristă, care s-a retras în 1915; a abdicat la 1917 |

### Regi și regine ale Galiției (Galicja) și Lodomeriei
| Conducător                            | Conducător | Dinastie        | Început domnie     | Sfârșit domnie    | Note |
| ------------------------------------- | ---------- | --------------- | ------------------ | ----------------- | --- |
| Maria Tereza (Maria Teresa)           |            | Habsburg        | 22 septembrie 1772 | 29 noiembrie 1780 | zona a fost anexată de Monarhia habsburgică la Prima împărțire a Polonia-Lituaniei |
| Iosif al II-lea (Józef II)            |            | Habsburg-Lorena | 29 noiembrie 1780  | 20 februarie 1790 | |
| Leopold al II-lea (Leopold II)        |            | Habsburg-Lorena | 20 februarie 1790  | 1 martie 1792     | |
| Francisc al II-lea (Franciszek II)    |            | Habsburg-Lorena | 1 martie 1792      | 2 martie 1835     | Ultimul împărat romano-german, a domnit de la 1792 până la 6 august 1806, când a abdicat și Imperiul a fost dizolvat. În 1804, el a fondat Imperiul austriac și a devenit Francisc I, primul împărat al Austriei (Kaiser von Österreich). |
| Ferdinand I (Ferdynand I)             |            | Habsburg-Lorena | 2 martie 1835      | 2 decembrie 1848  | Orașul liber Cracovia a fost anexat Austriei la 16 noiembrie 1846, sub denumirea de "Marele Ducat al Cracoviei". |
| Francisc Iosif I (Franciszek Józef I) |            | Habsburg-Lorena | 2 decembrie 1848   | 21 noiembrie 1916 | |
| Carol I (Karol I)                     |            | Habsburg-Lorena | 21 noiembrie 1916  | 11 noiembrie 1918 | a renunțat la orice participare în treburile statului, dar nu a abdicat |

### Duci ai Varșoviei (Warszawa)
| Conducător                            | Conducător | Dinastie | Început domnie | Sfârșit domnie | Note |
| ------------------------------------- | ---------- | -------- | -------------- | -------------- | --- |
| Frederic Augustus I (Fryderyk August) |            | Wettin   | 9 iulie 1807   | 14 martie 1813 | - nepot al lui Augustus al III-lea - Rege al Saxoniei (1805–1827) - Duce al Varșoviei, titlu fondat de Napoleon I în 1807, ca protectorat al Imperiului francez, dizolvat de Congresul de a Viena și împărțit între Regatul Poloniei (protectorat al Imperiului țarist) și Marele Ducat de Posen (protectorat al Prusiei). |

### Duci de Danzig (Gdańsk)
| Conducător                                           | Conducător | Dinastie | Început domnie    | Sfârșit domnie  | Note |
| ---------------------------------------------------- | ---------- | -------- | ----------------- | --------------- | --- |
| François Joseph Lefebvre (Franciszek Józef Lefebvre) |            | Lefebvre | 9 septembrie 1807 | 2 ianuarie 1814 | Orașul liber Danzig, un stat semi-independent, fondat de Napoleon I în 1807, dizolvat de Congresul de la Viena și reîncorporat Prusiei. |

### Mari duci de Posen (Poznań)
| Conducător                                         | Conducător | Dinastie     | Început domnie  | Sfârșit domnie   | Note |
| -------------------------------------------------- | ---------- | ------------ | --------------- | ---------------- | --- |
| Frederic Wilhelm al III-lea (Fryderyk Wilhelm III) |            | Hohenzollern | 9 iunie 1815    | 7 iunie 1840     | Marele Ducat de Posen e creat de Congresul de la Viena; reprezentat de ducele-guvernator Antoni Radziwiłł, până la 1831.          |
| Frederic Wilhelm al IV-lea (Fryderyk Wilhelm IV)   |            | Hohenzollern | 7 iunie 1840    | 2 ianuarie 1861  | autonomie abolită la 28 iunie 1848; Marele Ducat a fost înlocuit cu provincia Posen, în Constituția prusacă, la 5 decembrie 1848. |
| Wilhelm I (Wilhelm I)                              |            | Hohenzollern | 2 ianuarie 1861 | 9 martie 1888    | Provincia Posen a devenit parte a Imperiului german (1871–1918)                                                                   |
| Frederic al III-lea (Fryderyk III)                 |            | Hohenzollern | 9 martie 1888   | 15 iunie 1888    | |
| Wilhelm al II-lea (Wilhelm II)                     |            | Hohenzollern | 15 iunie 1888   | 9 noiembrie 1918 | a abdicat în 1918 |